# ケッルネル・ジュラ
ケッルネル・ジュラ（Kellner Gyula、1871年4月11日 - 1940年7月28日）は、ハンガリーの陸上競技選手である。彼は1896年に開催された第1回アテネオリンピックのマラソンの３位入賞者である。

## 経歴
ケッルネル・ジュラは1871年にブダペストで誕生した。
ケッルネルは、アテネオリンピックのマラソン競技に参加した17選手のうちの1人であった。17選手の内訳は開催国ギリシャから13人、オーストラリア、フランス、アメリカ、ハンガリーから各1人だった。参加選手のうち、地元ギリシャからの選手を除けば、それまで40キロメートルの距離を走った経験があるのはケッルネルただ1人だけだったと言われる。
彼は3位のスピリドン・ベロカスから5秒遅れの4番目にスタジアムへ帰ってきたが、3位に入ったベロカスがコースの一部を馬車で通過していたことが発覚したために順位が繰り上がって3位となった。このときのケッルネルの記録は3時間6分35秒というものであった。
1940年にソルノクで死去し、同地に埋葬された。オリンピック出場時における当時、本人にはメダル授与はなかったが、今日ではIOCのメダリスト名簿にマラソン競技最初の銅メダリストとして記録されている。